# NGC 713
NGC 713 је спирална галаксија у сазвежђу Кит која се налази на NGC листи објеката дубоког неба.
Деклинација објекта је - 9° 5' 0" а ректасцензија 1h 55m 21,6s. Привидна величина (магнитуда) објекта NGC 713 износи 14,4 а фотографска магнитуда 15,2. NGC 713 је још познат и под ознакама MCG -2-5-75, PGC 7161.